# Credibom/LA Alumínios/Marcos Car
Credibom/LA Alumínios/Marcos Car is een kleine Portugese continentale wielerploeg. De ploeg is sinds 1995 actief en werd in 2005 een continentale ploeg. De bekendste renners van de ploeg waren de Spanjaarden Francisco Mancebo en Ezequiel Mosquera.

## Bekende (oud-)renners
- Cândido Barbosa (1995-1996)
- David Blanco (2000-2002)
- Jesús Blanco Villar (1995-1996)
- Hernâni Brôco (2010-2011, 2013)
- André Cardoso (2006-2008)
- Eladio Jiménez (2008)
- Francisco Mancebo (2008)
- Jacek Morajko (2003-2004)
- Ezequiel Mosquera (1999-2002)
- David Plaza (2004)
- Unai Yus (2006)
- Constantino Zaballa (2009)

## Seizoen 2025
In 2025 bestaat de ploeg uit een tiental Portugese renners. Vier renners zijn in 2024 getransfereerd en daar zijn eveneens vier renners voor teruggekomen.

### Renners
| Naam             | Geboortedatum    | Nationaliteit | Ploeg 2024                     |
| ---------------- | ---------------- | ------------- | ------------------------------ |
| Duarte Domingues | 29 februari 2004 | Portugal      | Sabgal/Anicolor                |
| Emanuel Duarte   | 24 januari 1997  | Portugal      |                                |
| Daniel Jorge     | 2 november 2004  | Portugal      | Óbidos Cycling Team            |
| Gonçalo Leaça    | 29 oktober 1997  | Portugal      |                                |
| João Medeiros    | 4 augustus 2000  | Portugal      |                                |
| Alexandre Montez | 6 januari 2002   | Portugal      |                                |
| Diogo Narciso    | 19 november 2001 | Portugal      |                                |
| Hugo Nunes       | 17 november 1996 | Portugal      | Rádio Popular-Paredes-Boavista |
| João Oliveira    | 22 november 2002 | Portugal      |                                |
| Diogo Pinto      | 21 februari 2003 | Portugal      | Óbidos Cycling Team            |